# Літораль (Болівія)
Департамент Літораль, також відомий як департамент Атакама та загальновідомий як болівійське узбережжя, — ділянка тихоокеанського узбережжя пустелі Атакама, що входило до складу Болівії від її заснування 1825 року до 1879 року, коли її захопила Чилі.

## Передісторія

Пустеля Атакама та Пуна у 1830 році.

Коли 1825 року Болівія стала незалежною державою, ці території були частиною болівійського департаменту Потосі. За часів правління Андреса де Санта-Круса території оголошено департаментом Літораль.
Головними містами на узбережжі Тихого океану, з півночі на південь, були Токопілья, Кобіха, Мехільйонес та Антофагаста.
Порт Папосо відібрано в колонії як столицю узбережжя Атаками. Після зміцнення незалежності Чилі здійснила різні акти суверенітету на північному пустельному узбережжі. Вона встановила свою територію вздовж узбережжя до гирла річки Лоа, утворюючи кордон з Перу. Чилі хотіла б розширитися ще більше, але цьому завадило заснування Болівією міста Кобіха.

## Адміністративний поділ
1875 року столицю департаменту перенесено з Ла-Мара (нині Кобіха) до Антофагасти. Коли 1879 року спалахнула Тихоокеанська війна, поділ департаменту був таким:
| Провінції  | Капітал              |
| ---------- | -------------------- |
| Мехіллонес | Антофагаста          |
| Кобіха     | Ла-Мар               |
| Лоа        | Токопілья            |
| Караколес  | Караколес            |
| Атакама    | Сан-Педро-де-Атакама |

## Договори

Кордони до війни

Договір 1866 року встановив кордон між двома державами на паралелі 24°, створивши зону спільних інтересів між 23 та 25 градусами південної широти.[уточнити]
Договір 1874 року, який установив остаточний кордон між двома державами — паралель 24°, передбачав, що з чилійського населення та компаній, що базуються в цьому районі, протягом 25 років не будуть стягуватися нові податки.[уточнити]
Чилі була готова відійти від пустелі вздовж узбережжя, щоб надати Болівії суверенний вихід до океану за умов, що існували раніше. Це виключило сферу спільних інтересів із договору 1866 року.
Болівія та Перу, пов'язані таємним договором про оборонний союз від 1873 року (за рік до укладення договору про кордон із Чилі), зазнали поразки від Чилі в Тихоокеанській війні, яка тривала до 1884 року, що коштувало Болівії її узбережжя, а Перу — департаменту Тарапака. Хоча узбережжя було цінним джерелом селітри, воно не було її причиною.[уточнити]

## Претензія
Відтоді Болівія зберігає політику територіальних претензій на суверенний вихід до Тихого океану. В рамках цієї політики на національному гербі зображено 10 зірок: 9 нинішніх департаментів та десяту, що представляє колишній департамент Літораль.
У внутрішніх комунікаціях збройних сил у примітках містилося гасло: «Море наше за правом. Повернути його — наш обов'язок» (іспанською «El mar es nuestro por derecho, recuperarlo es un deber»).
Щороку в Болівії відзначається День Мар. Протягом тижневого заходу Болівія знову заявляє про свої претензії на втрачену територію; деякі святкування містять античилійські заяви.